# Siân Gwenllian
Siân Gwenllian, née le 19 juin 1956, est une femme politique et une journaliste britannique œuvrant au pays de Galles.
Membre de Plaid Cymru, elle commence sa carrière politique dans le Gwynedd en s’y faisant élire comme conseillère en 2008 dans la section d’Y Felinheli. À la suite de sa réélection en 2012, elle est désignée vice-chef du cabinet, chargée de l’éducation, et occupe cette fonction jusqu’à sa démission en 2014. Élue à l’Assemblée galloise lors du scrutin de 2016, elle occupe plusieurs rôles sous le cycle législatif : d’abord ministre fantôme de Leanne Wood, elle devient vice-chef et porte-parole dans l’équipe du nouveau dirigeant nationaliste Adam Price en 2018 ; au sein de la chambre, elle accède à la position de commissaire entre 2018 et 2020. Sous le VIe Senedd, elle est reconduite en tant que vice-chef et porte-parole du groupe de Plaid après sa réélection en 2021.

## Biographie

### Éléments personnels et carrière professionnelle
Siân Gwenllian naît le 19 juin 1956.

### Carrière politique

#### Débuts dans le conseil du Gwynedd (2008-2016)
Siân Gwenllian commence sa carrière politique en se faisant élire sans opposition conseillère du Gwynedd dans la section électorale d’Y Felinheli, précédemment détenue par un travailliste. Reconduite conseillère, elle est nommée en mai 2012 vice-chef au sein du cabinet du conseil, chargée de l’éducation. Toutefois, en mars 2014, elle annonce vouloir renoncer à cette fonction exécutive pour préparer sa candidature aux élections de l’Assemblée galloise de 2016. Victorieuse lors de celles-ci, elle renonce à son mandat local, provoquant une élection partielle le 14 juillet 2016 remportée par le nationaliste Gareth Wyn Griffith,,,.

#### Élection et réélection au Senedd (depuis 2016)
Siân Gwenllian est élue dans la circonscription d’Arfon comme membre de l’Assemblée galloise début mai 2016. Aussi, elle intègre dès la fin du mois le cabinet fantôme de Leanne Wood avec la responsabilité du gouvernement local,.
À la suite de l’élection d’Adam Price comme dirigeant de Plaid Cymru, elle est désignée en octobre 2018 vice-chef et porte-parole du groupe à l’Éducation et à la Langue galloise. Dans la foulée, elle intègre la commission de l’assemblée nationale du pays de Galles le 21 novembre 2018, en remplacement d’Adam Price, mais elle quitte cette position quelques mois plus tard, le 29 janvier 2020.
Sous le VIe Senedd, alors qu’elle est de nouveau nommée vice-chef dans l’équipe d’Adam Price formée en mai 2021, ses responsabilités sont élargies aux portefeuilles des enfants et des jeunes ainsi qu’à la position de whip en chef du groupe nationaliste.

## Détails des mandats et fonctions

### Fonctions exécutives
- Vice-chef du cabinet du conseil du Gwynedd (du 12 juin 2012 au 29 avril 2014).
- Membre du cabinet du conseil du Gwynedd, chargée du portefeuille de l’éducation (du 24 mai 2012 au 29 avril 2014).

### Mandats électifs
- Conseillère au conseil du Gwynedd, élue dans la section électorale d’Y Felinheli (du 2 mai 2008 au 14 juillet 2016).
- Membre de l’Assemblée puis du Senedd, élue dans la circonscription d’Arfon (en fonction depuis le 6 mai 2016), siégeant dans le groupe de Plaid Cymru.

### Fonction législative
- Commissaire de l’Assemblée (du 21 novembre 2018 au 29 janvier 2020).

### Fonctions politiques

#### Direction politique déléguée
- Vice-chef de Plaid Cymru (du 23 octobre 2018 au 16 juin 2023).

#### Porte-parolats et ministères fantômes
- Ministre fantôme puis porte-parole au Gouvernement local (du 25 mai 2016 au 28 septembre 2018) dans le cabinet fantôme puis l’équipe de Leanne Wood.
- Porte-parole à l’Éducation et à la Langue galloise (du 19 octobre 2018 au 21 mai 2021) dans l’équipe d’Adam Price.
- Porte-parole à l’Éducation et à la Langue galloise, aux Enfants et aux Jeunes, whip en chef (en fonction depuis le 21 mai 2021) dans l’équipe d’Adam Price.

## Résultats électoraux

### Assemblée et Parlement gallois
| Élection          | Circonscription | Parti  | Parti | Voix   | %     | Position |
| ----------------- | --------------- | ------ | ----- | ------ | ----- | -------- |
| Générales de 2016 | Arfon           |        | Plaid | 10 962 | 53,83 | Élue     |
| Générales de 2021 | Arfon           | 13 760 | Plaid | 63,27  |       | Élue     |

### Conseil du Gwynedd
| Élection | Section     | Sièges à pourvoir | Parti | Parti | Voix | Place | Position |
| -------- | ----------- | ----------------- | ----- | ----- | ---- | ----- | -------- |
| 2008     | Y Felinheli | 1                 |       | Plaid | —    | 1re   | Élue     |
| 2012     | Y Felinheli | 1                 |       | Plaid | —    | 1re   | Élue     |